# Peso Chile
Peso là đơn vị tiền tệ của Chile. Đồng Peso chính thức được lưu hành từ năm 1975, với một phiên bản trước đó lưu hành giữa năm 1817 và 1960. Biểu tượng của tiền tệ này là chữ S với một hoặc hai thanh dọc nằm chồng phía trước, $ hay . Cả hai biểu tượng điều được sử dụng bởi nhiều loại tiền tệ, trong đó có đô la Mỹ. Mã ISO 4217 của đồng Peso hiện nay là  CLP.